# Palaia Epidavros
Paleá Epídavros ou Palaiá Epídavros (grec moderne : Παλαιά Επίδαυρος), en français Ancienne-Épidaure, est une petite ville située sur l’emplacement de l’ancienne cité grecque d’Épidaure (Eπίδαυρος) dans le dème d'Épidaure, sur la côte de l'Argolide dans le Péloponnèse en Grèce.

## Géographie
Le village de Paleá Epídavros est situé au pied du Mont Akros au bord de la baie d'Épidaure

## Quartiers et hameaux
- Paleá Epídavros (Παλαιά Επίδαυρος) et Archéa Epídavros (Αρχαία Επίδαυρος)
- Ayía Paraskeví (Αγία Παρασκευή, 23 habitants)
- Galáni (Γαλάνη, 23 habitants)
- Epáno Epídavros (Επάνω Επίδαυρος, 116 habitants)
- Móni Kalamíou (Μόνη Καλαμίου, 33 habitants)
- Panagía (Παναγία, 74 habitants)
- Panórama (Πανόραμα, 45 habitants)

## Vues du site

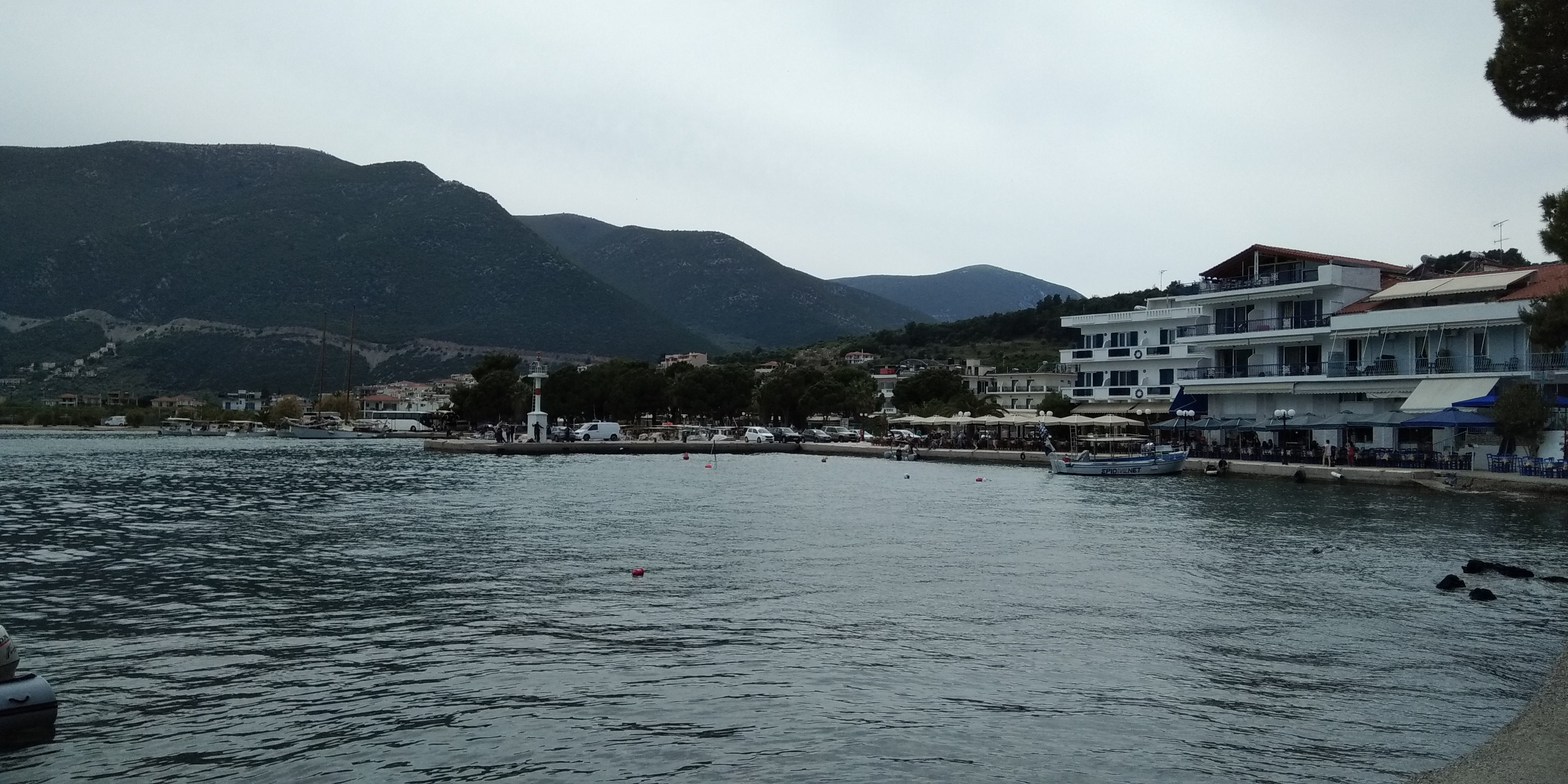
Front de Mer de Paleá Epídavros
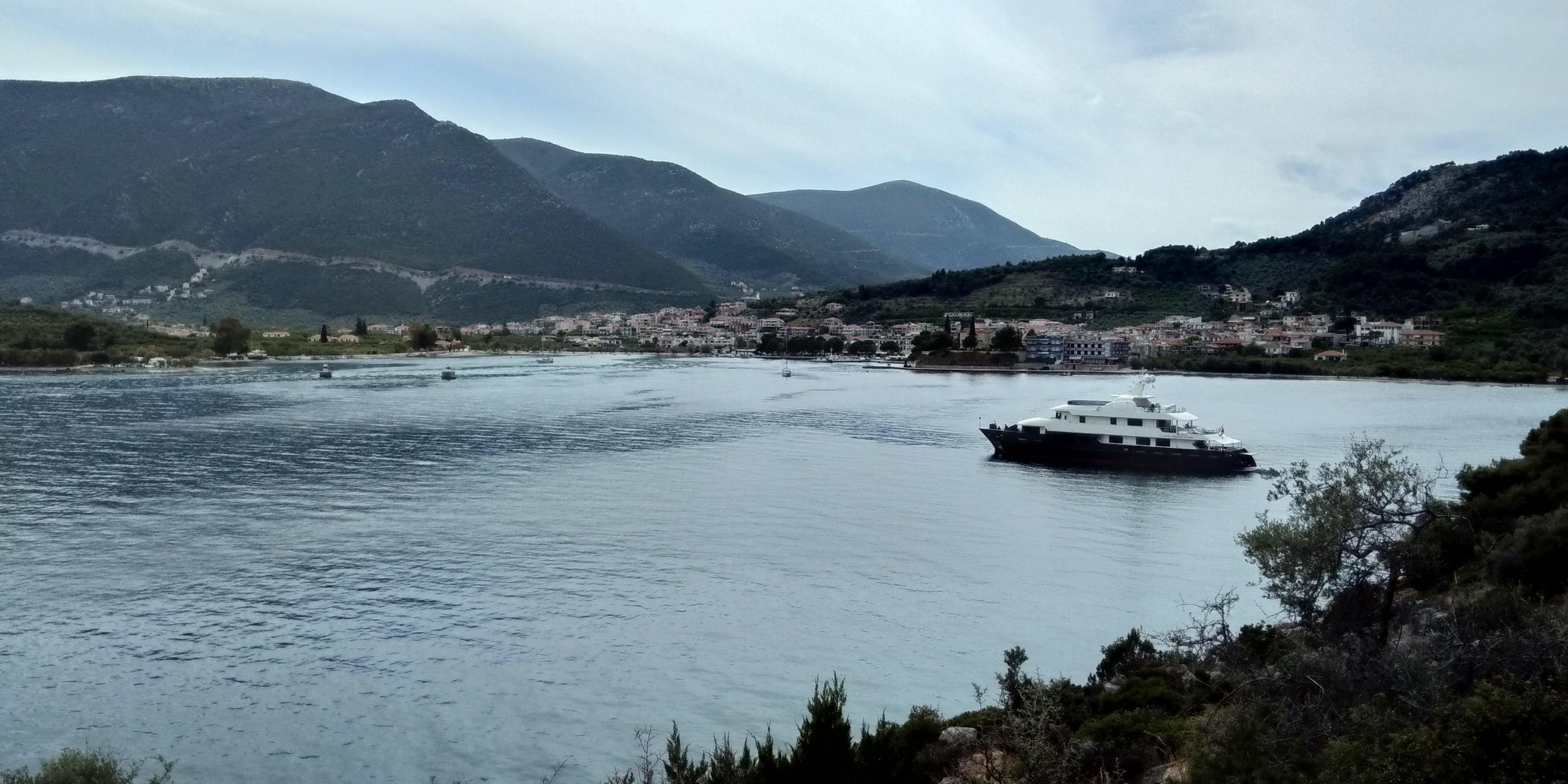
Vue de la baie de Paleá Epídavros

## Sites et monuments
- L'ancienne cité, enfouie et en partie submergée possède un théâtre antique construit au IVe siècle av. J.-C.[2] ou au IIIe siècle av. J.-C.[3], comptant 2 000 places. Il a été redécouvert en 1970.
- L'église Áyios Nikólaos (Εκκλησία Άγιος Νικόλαος) date du XXe siècle.
- L'église de Panagítsa (Εκκλησάκι Παναγίτσας) au bord de la plage de Panagía (Παναγία), à 3 kilomètres au sud de la ville.

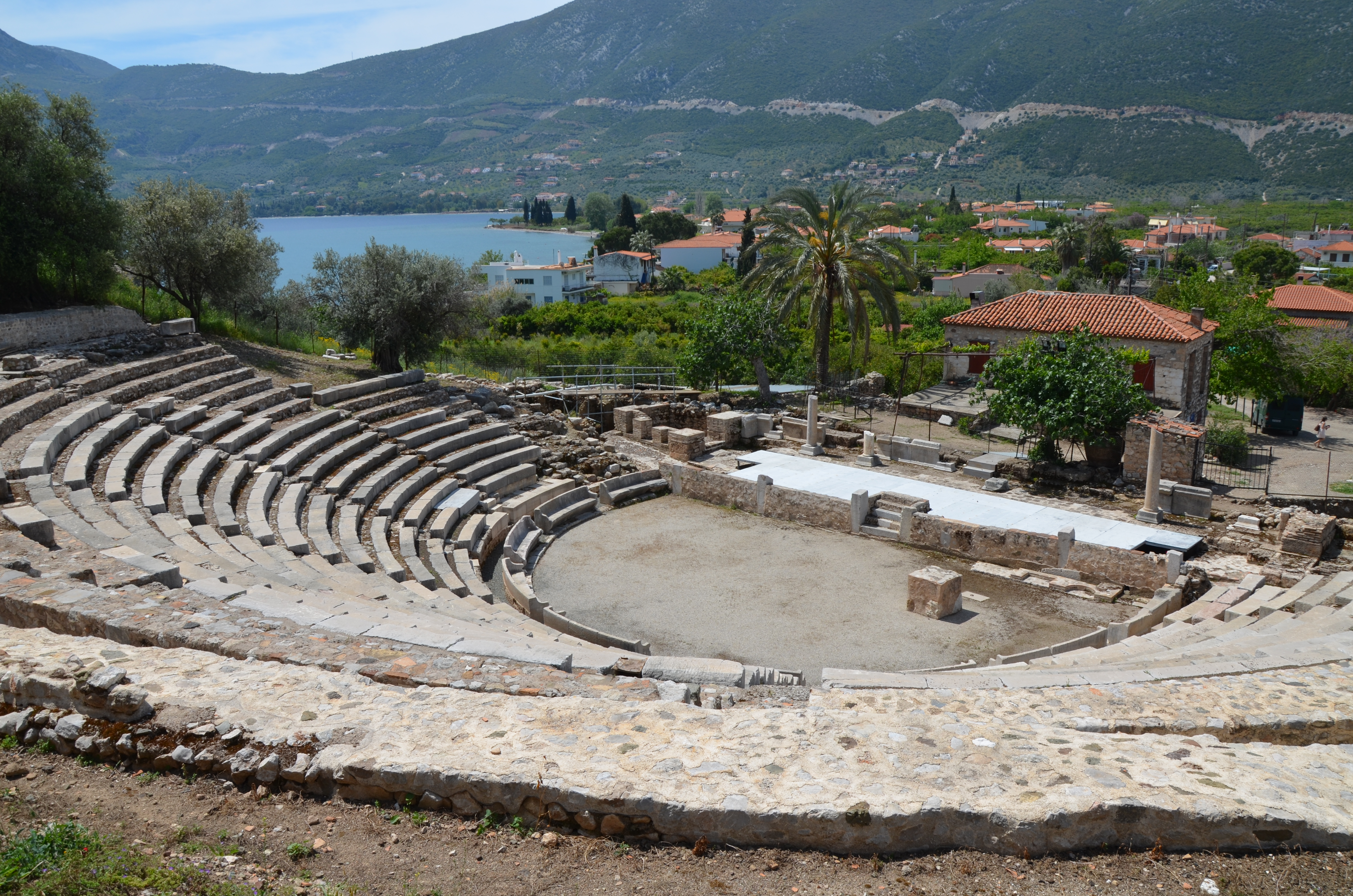
Théâtre antique
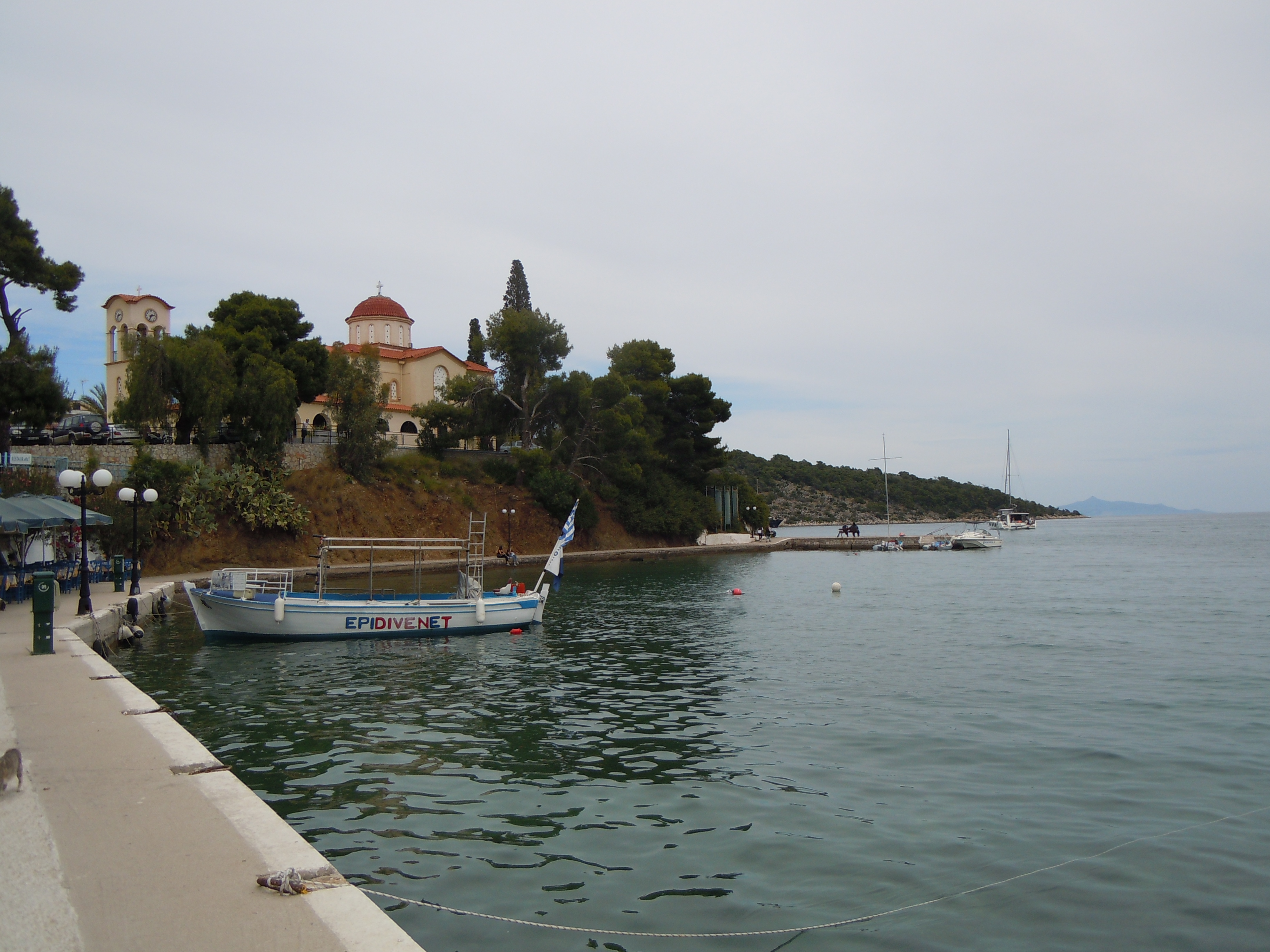
Église Áyios Nikólaos
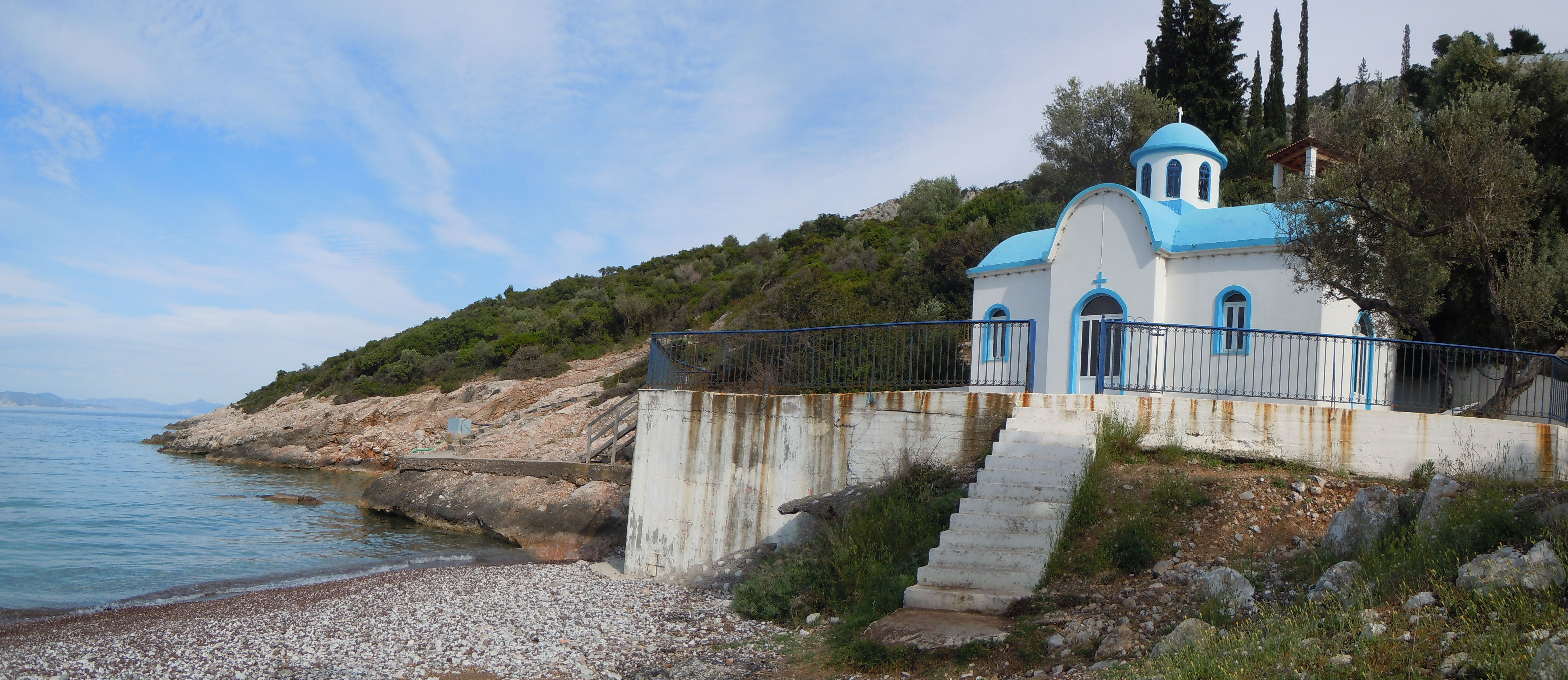
Église de Panagítsa